# NGC 1116
NGC 1116 é uma galáxia espiral (Sab) localizada na direcção da constelação de Aries. Possui uma declinação de +13° 20' 06" e uma ascensão recta de 2 horas, 50 minutos e 35,8 segundos.
A galáxia NGC 1116 foi descoberta em 2 de Dezembro de 1863 por Albert Marth.